# The Nightcomers
The Nightcomers è il primo album del gruppo musicale scozzese heavy metal Holocaust, pubblicato nel 1981.

## Il disco
Il disco è stato prodotto e pubblicato in vinile direttamente dalla band indicando come etichetta Phoenix Record And Filmworks. In seguito è stato ristampato in CD con differenti edizioni: nel 2000 dalla Metal Blade e dalla Edgy Records, con l'aggiunta di tre tracce bonus (il singolo Heavy Metal Mania), e nel 2003 in doppio CD dalla Castle Music. Quest'ultima è composta dall'album originale, sul primo disco, e dai singoli Heavy Metal Mania, Smokin' Valves e Coming Through, oltre all'EP Live from the Raw Loud 'n' Live Tour, sul secondo disco.
I Gamma Ray hanno realizzato una cover della canzone Heavy Metal Mania, pubblicata sull'edizione del 2003 di Land of the Free ed eseguita anche per la registrazione dell'album dal vivo Alive '95.

## Tracce
1. Smokin' Valves – 3:42 (testo: Mortimer, Dudley – musica: Mortimer)
2. Death or Glory – 3:36 (Mortimer)
3. Come On Back – 3:05 (testo: Lettice, Begg, Dudley – musica: Dudley, Begg, Mortimer)
4. Mavrock – 5:23 (testo: Lettice, Begg – musica: Mortimer)
5. It Don't Matter to Me – 3:14 (testo: Mortimer – musica: Mortimer, Dudley)
6. Cryin' Shame – 3:10 (testo: Lettice – musica: Mortimer, Dudley, Begg)
7. Heavy Metal Mania – 4:50 (Mortimer)
8. Push It Around – 4:00 (testo: Lettice, Begg, Dudley – musica: Dudley, Mortimer)
9. The Nightcomers – 6:14 (Mortimer)

### Tracce bonus CD del 2000
Heavy Metal Mania singolo 1980
1. Heavy Metal Mania (single version) – 4:07
2. Love's Power – 3:13 (Mortimer)
3. Only As Young As You Feel – 4:06 (Mortimer)

### Bonus CD del 2003
Heavy Metal Mania singolo 1980
1. Heavy Metal Mania (single version) – 4:07
2. Love's Power – 3:13
3. Only As Young As You Feel – 4:06

Smokin' Valves singolo 1980
1. Smokin' Valves – 3:43
2. Friend Or Foe – 2:54
3. Out My Book – 3:42

Live from the Raw Loud 'n' Live Tour EP 1981
1. Lovin' Feelin' Danger – 4:38
2. No Nonsense – 3:46
3. Death Or Glory – 3:29
4. Forcedown Breakdown – 4:06

Coming Through singolo 1982
1. Coming Through – 3:40
2. Don't Wanna Be (A Loser) – 3:32
3. Good Thing Going – 4:09

## Formazione
- Gary Lettice - voce
- John Mortimer - chitarra
- Ed Dudley - chitarra
- Robin Begg - basso
- Paul Collins - batteria